# 사회당 좌파
사회당 좌파(社会党左派)는 일본사회당의 좌익 파벌로 과학적 사회주의와 마르크스주의를 옹호하며 일본의 사회주의 혁명의 필요성을 주장했던 급진적 분파이다. 이들은 1951년 샌프란시스코 강화조약에 반대하며 일본사회당에서 탈퇴, 새로운 정당을 결성했으며 정치적으로는 사회당 우파와 이념적으로 대립했다.
사회당 좌파는 사회민주주의와 중도 좌파 노선을 비판하고 각종 급진적인 사회개혁과 프롤레타리아 독재를 주장했다. 또한 평화혁명론을 펼치며 산촌공작대를 동원해 강경한 무장투쟁을 벌이던 일본공산당과 차별화했으나, 한편으로는 일본공산당과의 연대를 계획하며 통일전선을 구상하기도 했다. 사회당 좌파의 파격적인 행보는 서민부터 중산층까지 다양한 지지기반을 구축하는데 성공했다. 이들은 사회주의 건설에 있어서 다소 농본주의적 경향을 가지고 있었는데 그 덕분에 농촌 일부 지역에서 일본공산당을 압도하며 약진하기도 하였다.
1955년 초 사회당 좌파는 사회당 우파와 타협하여 일본사회당을 재결성하였의나, 합당에 반대한 노농파 출신 구성원들은 소련의 입장을 지지하며 프롤레타리아 전위당을 결성하였다. 이들은 일본공산당과 일본사회당 모두를 부르주아 민주주의 추종 세력으로 규정하며, 자신들만이 오직 프롤레타리아의 대표자라고 주장했다.
이후 1960년대에 걸처 일본의 학생운동이 활성화되고 전성기를 맞이하면서 1970년 사회당은 다시 좌우로 나뉘였고 복지국가론을 비판하며 프롤레타리아 독재를 주장한 사회당원들이 사회당 좌파로 불리게 되었다. 이때 등장한 사회당 좌파는 몇가지 측면에서 구 사회당 좌파와 차별화되었는데 평화혁명론을 거부하고 마르크스-레닌주의에 입각한 사회주의 혁명을 강령으로 채택했다.
사회당 좌파는 기존의 사회당 좌파와 구별하여 신 사회당 좌파로 불렸으며, 일본 신좌파와 협력하여 일본사회당이 학생운동의 패권을 장악하는데 압장섰다. 산리즈카 투쟁이 고조될 무렵에는 이들이 트로츠키주의 추종자들을 제압하고 선두에 서기도 하였다.
사회당 좌파는 학생운동에서 뿐만 아니라 정치권에서도 활약했다. 1968년부터 혁신과 통일을 내걸며 사회당 우파를 무찌르고 일본사회당을 지도했으며, 신임 나리타 도모미 위원장은 사회주의 국가와의 우호 증진을 위해 한국전쟁과 납북 일본인 문제 등으로 적대국가가 된 조선민주주의인민공화국을 방문하기도 하였다.
1972년까지 사회당 좌파는 일관되게 미국에 비판적이고 소련과 중국 모두에 우호적인 입장이었으나, 마오쩌둥이 미국과 친선을 맺으면서 각각 친중파와 친소파로 다시 분열하였다. 1977년 사회당 우파의 부상을 경계하며 친중파와 친소파는 일시적으로 통합했으나 그해 당이 총선에서 패배하면서 사회당 우파에게 주도권을 빼았겼다.
하지만 1980년대 일본 학생운동이 침체기에 접어들면서 둘로 나뉘어진 사회당 세력은 그동안의 업적이 모두 무색해질 정도로 전부 무기력해졌다. 이후 일본 매스컴이 특정 정파를 비공식적으로 혹은 편의상 사회당 좌파로 부르기도 하면서 간간히 사용되었으나, 1996년 일본 사회당이 해산되면서 이 용어는 완전히 사라졌다.

## 같이 보기
- 일본사회당
- 사회당 우파